# Tem Tudo a Ver
Tem Tudo a Ver é o sétimo álbum de estúdio do cantor sertanejo Eduardo Costa. Foi lançado no dia 17 de outubro de 2009, e contém 17 faixas, uma delas bônus e uma de participação com a dupla sertaneja Zezé Di Camargo & Luciano.

## Faixas
1. "Exemplo das Paixões"
2. "Não Valeu Pra Você"
3. "Não Vou Parar de Beber"
4. "Feito Tatuagem"
5. "Amores Imortais"
6. "Fim de Amor"
7. "Tem Tudo a Ver"
8. "Tô Sem Ninguém"
9. "Juro Que Te Esqueço" (participação de  Zezé Di Camargo & Luciano)
10. "A Melhor do Brasil"
11. "Fiz Amor Com uma Estranha"
12. "Sou Seu Fã N° 1"
13. "Cansei de Ser Palhaço"
14. "Dá Pra Ver no Seu Olhar"
15. "Ninguém é de Ninguém"
16. "Sina"
17. "Quem Foi Que Disse"

## Videoclipes
- "Não Valeu pra Você" (primeiro single) - Lançamento - 17 de novembro de 2009
- "Amores Imortais" (segundo single)- Lançamento - 7 de dezembro de 2009